# Lambert (cratère martien)
Pour les articles homonymes, voir Lambert.
Lambert est un cratère d'impact de 92 km situé sur Mars dans le quadrangle de Sinus Sabaeus par 20,0°S et 25,3° E, entre Noachis Terra et Terra Sabaea.